# Hubert Miller
Hubert Gene Miller (Saranac Lake, 24 febbraio 1918 – 18 novembre 2000) è stato un bobbista e militare statunitense.

## Biografia
Viene ricordato come vincitore di una medaglia d'oro nel bob a quattro, vittoria ottenuta ai campionati mondiali del 1953 (edizione tenutasi a Garmisch-Partenkirchen, Germania) insieme ai suoi connazionali Piet Biesiadecki, Lloyd Johnson e Joseph Smith Superarono le nazionali della Germania Ovest e la svedese. 
Come militare combatté nella seconda guerra mondiale, nella guerra di Corea e nella guerra del Vietnam, venne premiato con la Distinguished Service Cross.